# (37646) Falconscott
(37646) Falconscott est un astéroïde de la ceinture principale.

## Description
(37646) Falconscott est un astéroïde de la ceinture principale. Il fut découvert le 8 février 1994 à La Silla par Eric Walter Elst. Il présente une orbite caractérisée par un demi-grand axe de 2,48 UA, une excentricité de 0,23 et une inclinaison de 10,2° par rapport à l'écliptique.